# بیزلی (تگزاس)
بیزلی، تگزاس(به انگلیسی: Beasley, Texas) شهری در ایالت تگزاس از ایالات جنوبی ایالات متحده آمریکا است. در سرشماری سال ۲۰۰۰، جمعیت این شهر ۵۹۰ نفر اعلام شد.

## نگارخانه

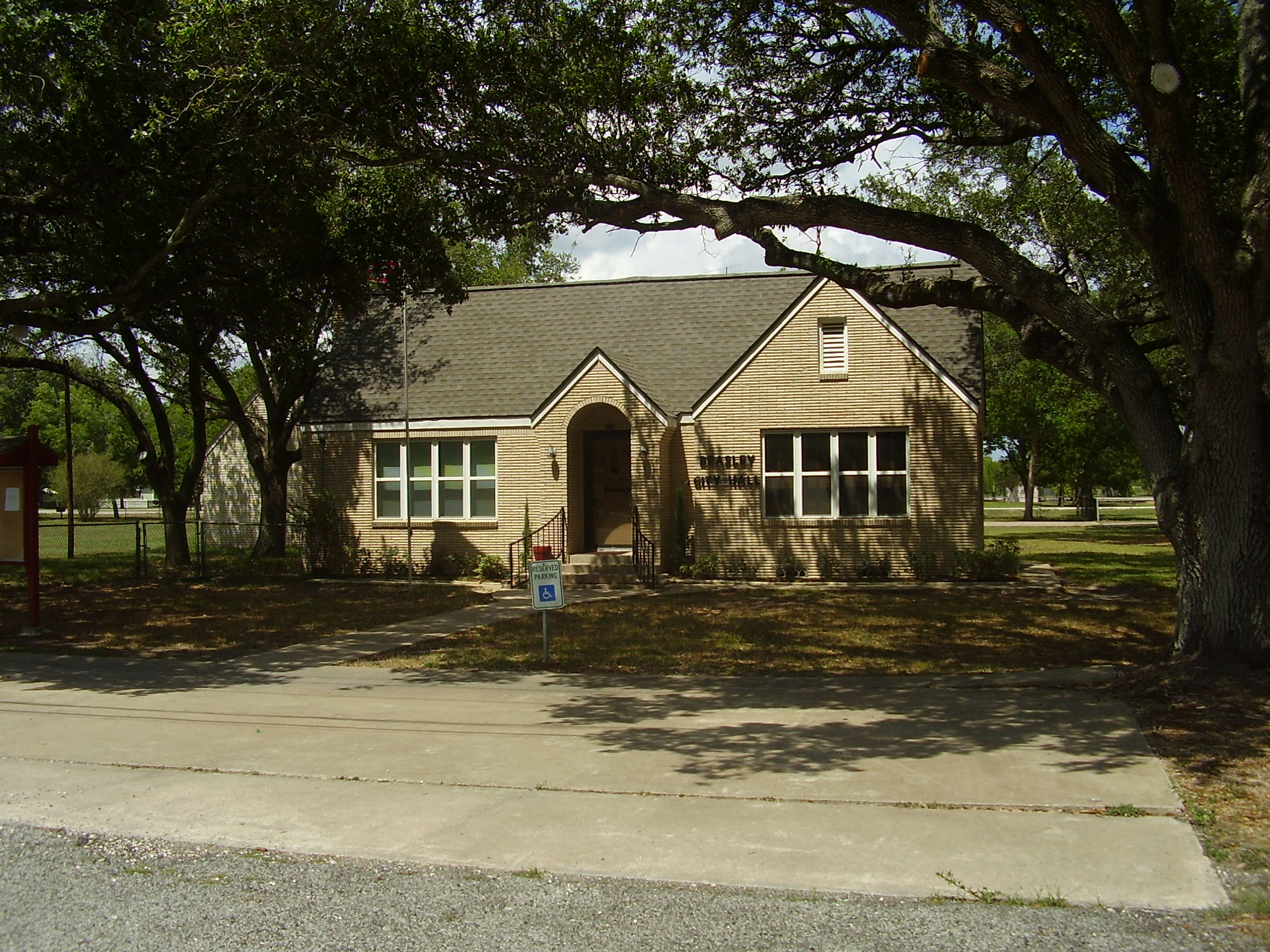
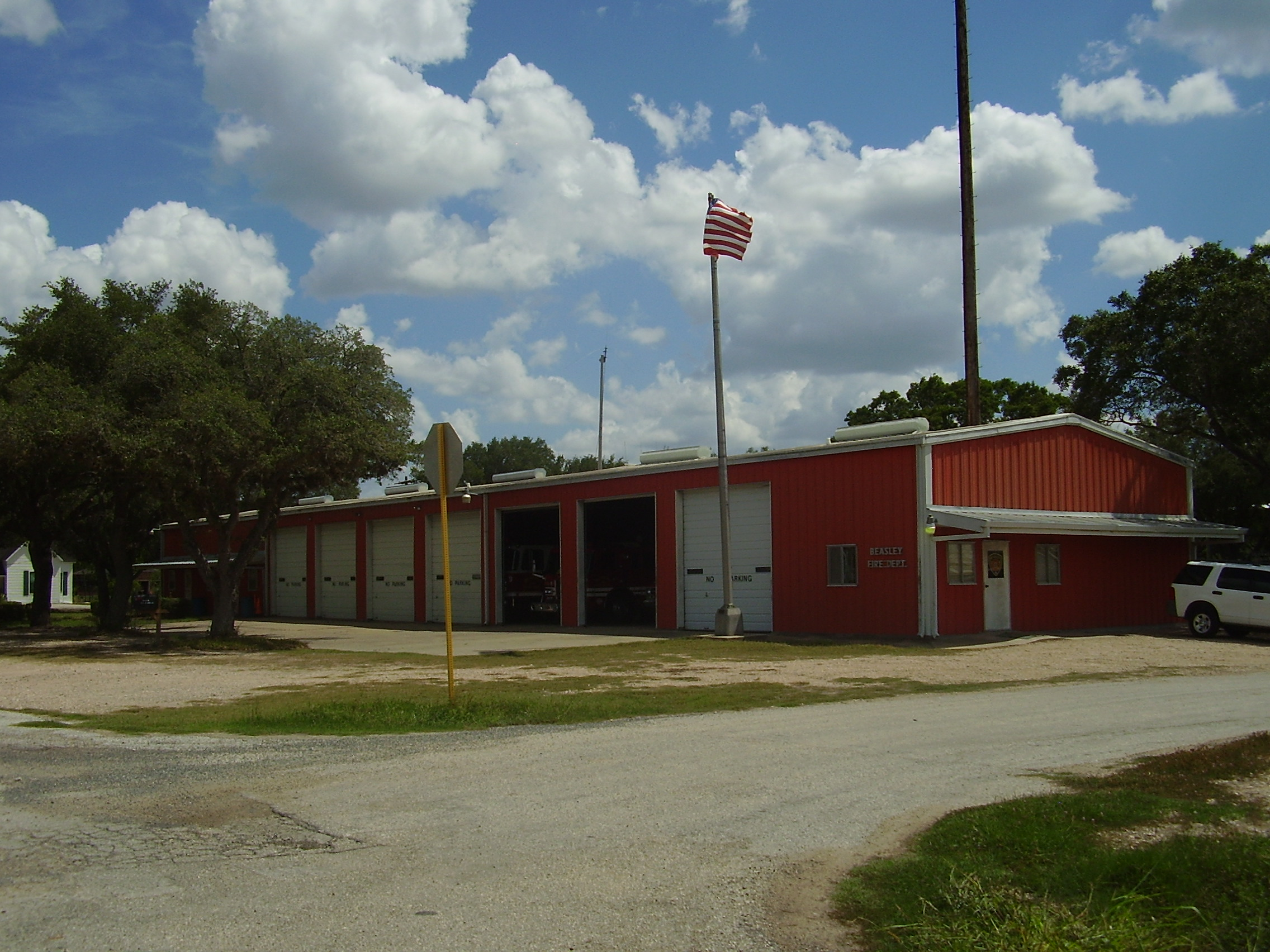
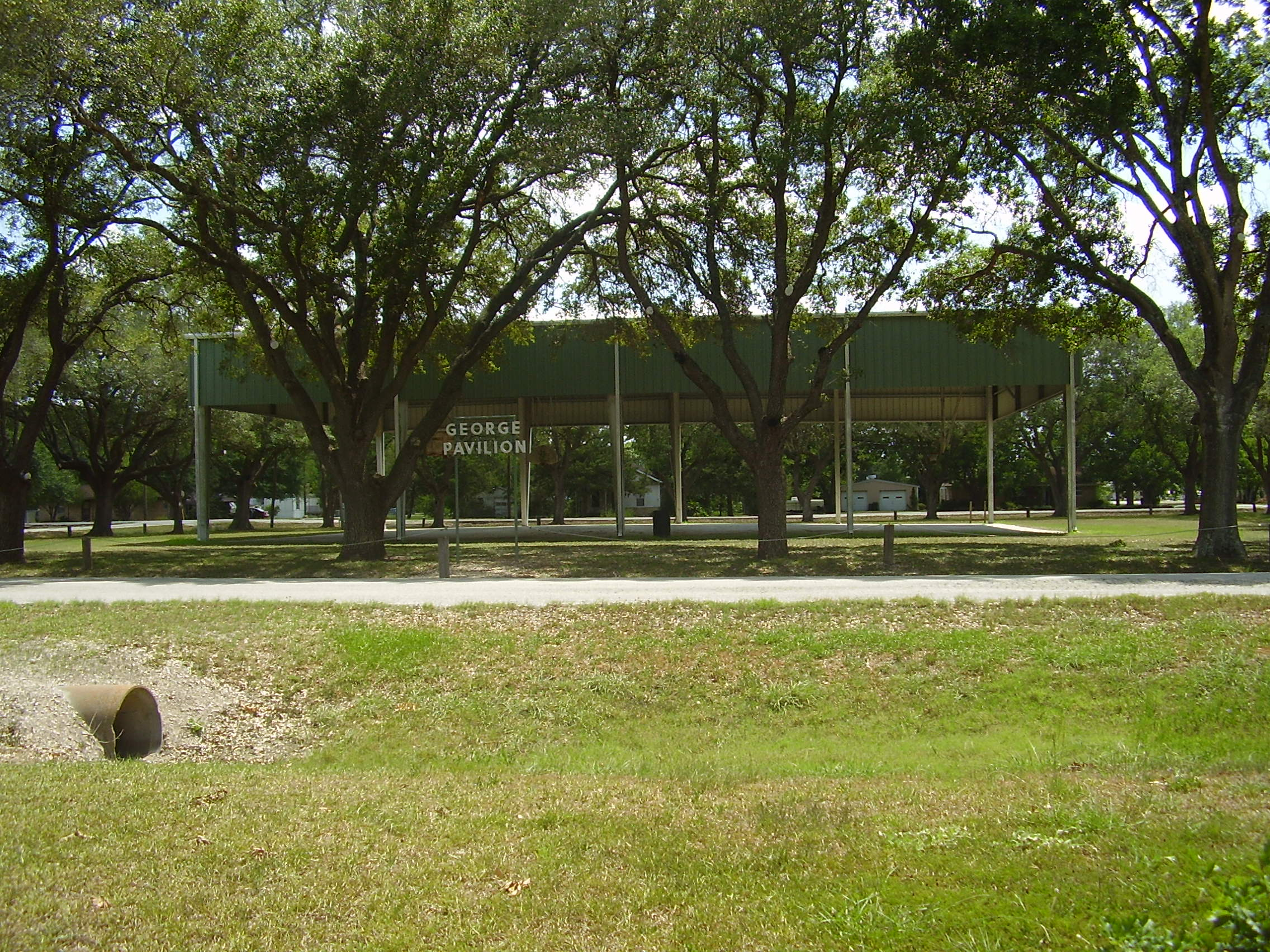